# Fernando Zampedri
Fernando Matías Zampedri (Chajarí, 14 febbraio 1988) è un calciatore argentino naturalizzato cileno, attaccante dell'Universidad Católica.

## Biografia
Nato in Argentina, il 19 febbraio 2025 ha ottenuto la cittadinanza cilena.

## Caratteristiche tecniche
È un centravanti.

## Carriera

### Club
Cresciuto nelle giovanili dell'Atlético Rafaela, ha esordito il 27 settembre 2008 in occasione del match perso 3-1 contro l'Olimpo.

### Nazionale
Il 7 marzo 2025 viene convocato per la prima volta dal Cile, con cui ha esordito tredici giorni dopo nella sconfitta per 1-0 in casa del Paraguay.

## Statistiche
Statistiche aggiornate al 31 agosto 2024.

### Presenze e reti nei club
| Stagione        | Squadra              | Campionato      | Campionato | Campionato | Coppe nazionali | Coppe nazionali | Coppe nazionali | Coppe continentali | Coppe continentali | Coppe continentali | Altre coppe | Altre coppe | Altre coppe | Totale | Totale |
| Stagione        | Squadra              | Comp            | Pres       | Reti       | Comp            | Pres            | Reti            | Comp               | Pres               | Reti               | Comp        | Pres        | Reti        | Pres   | Reti   |
| --------------- | -------------------- | --------------- | ---------- | ---------- | --------------- | --------------- | --------------- | ------------------ | ------------------ | ------------------ | ----------- | ----------- | ----------- | ------ | ------ |
| 2008-09         | Atlético de Rafaela  | SD              | 12         | 4          | -               | -               | -               | -                  | -                  | -                  | -           | -           | -           | 12     | 4      |
| 2009            | Atlético de Rafaela  | SD              | 1          | 0          | -               | -               | -               | -                  | -                  | -                  | -           | -           | -           | 1      | 0      |
| 2009-10         | Atlético de Rafaela  | SD              | 33         | 3          | -               | -               | -               | -                  | -                  | -                  | -           | -           | -           | 33     | 3      |
| 2010            | Atlético de Rafaela  | SD              | 1          | 0          | -               | -               | -               | -                  | -                  | -                  | -           | -           | -           | 1      | 0      |
| Totale club     | Totale club          | Totale club     | 47         | 7          |                 | -               | -               |                    | -                  | -                  |             | -           | -           | 47     | 7      |
| 2010-11         | Sp. Belgrano         | TD              | 21         | 10         | -               | -               | -               | -                  | -                  | -                  | -           | -           | -           | 21     | 10     |
| 2011-12         | Crucero del Norte    | TD              | 18         | 3          | -               | -               | -               | -                  | -                  | -                  | -           | -           | -           | 18     | 3      |
| 2012-13         | Sp. Belgrano         | TD              | 26         | 4          | CA              | 2               | 0               | -                  | -                  | -                  | -           | -           | -           | 28     | 4      |
| 2013-14         | Guillermo Brown      | TD              | 32         | 22         | -               | -               | -               | -                  | -                  | -                  | -           | -           | -           | 32     | 22     |
| 2014            | Boca Unidos          | SD              | 4          | 0          | -               | -               | -               | -                  | -                  | -                  | -           | -           | -           | 4      | 0      |
| 2015            | Juventud Unida       | SD              | 38         | 25         | -               | -               | -               | -                  | -                  | -                  | -           | -           | -           | 38     | 25     |
| 2016            | Atl. Tucumán         | PD              | 12         | 3          | CA              | 1               | 0               | -                  | -                  | -                  | -           | -           | -           | 13     | 3      |
| 2016-17         | Atl. Tucumán         | PD              | 22         | 11         | -               | -               | -               | CL+CS              | 9+1                | 6                  | -           | -           | -           | 32     | 17     |
| Totale club     | Totale club          | Totale club     | 34         | 14         |                 | 1               | 0               |                    | 10                 | 6                  |             | -           | -           | 45     | 20     |
| 2017-18         | Rosario Central      | PD              | 24         | 7          | CA              | 4               | 2               | CS                 | 2                  | 0                  | -           | -           | -           | 30     | 9      |
| 2018-19         | Rosario Central      | PD              | 21         | 4          | CA + CDL        | 6+1             | 4               | CL                 | 4                  | 1                  | SS          | 1           | 0           | 33     | 9      |
| Totale club     | Totale club          | Totale club     | 45         | 11         |                 | 11              | 6               |                    | 6                  | 1                  |             | 1           | 0           | 63     | 18     |
| 2020            | Universidad Católica | PD              | 32         | 20         | CC              | 1               | 0               | CL+CS              | 6+5                | 7                  | SS          | 1           | 1           | 45     | 28     |
| 2021            | Universidad Católica | PD              | 29         | 23         | CC              | 4               | 1               | CL                 | 7                  | 2                  | SS          | 1           | 1           | 41     | 27     |
| 2022            | Universidad Católica | PD              | 29         | 18         | CC              | 6               | 6               | CL+CS              | 6+2                | 2+1                | SS          | 1           | 0           | 44     | 27     |
| 2023            | Universidad Católica | PD              | 28         | 17         | CC              | 5               | 1               | CS                 | 1                  | 2                  | -           | -           | -           | 34     | 20     |
| 2024            | Universidad Católica | PD              | 22         | 15         | CC              | 1               | 0               | CS                 | 1                  | 0                  | -           | -           | -           | 24     | 15     |
| Totale club     | Totale club          | Totale club     | 140        | 93         |                 | 17              | 8               |                    | 28                 | 14                 |             | 3           | 2           | 188    | 117    |
| Totale carriera | Totale carriera      | Totale carriera | 405        | 199        |                 | 31              | 14              |                    | 44                 | 21                 |             | 4           | 2           | 484    | 226    |

### Cronologia presenze e reti in nazionale
| Cronologia completa delle presenze e delle reti in nazionale ― Cile | Cronologia completa delle presenze e delle reti in nazionale ― Cile | Cronologia completa delle presenze e delle reti in nazionale ― Cile | Cronologia completa delle presenze e delle reti in nazionale ― Cile | Cronologia completa delle presenze e delle reti in nazionale ― Cile | Cronologia completa delle presenze e delle reti in nazionale ― Cile | Cronologia completa delle presenze e delle reti in nazionale ― Cile | Cronologia completa delle presenze e delle reti in nazionale ― Cile |
| Data                                                                | Città                                                               | In casa                                                             | Risultato                                                           | Ospiti                                                              | Competizione                                                        | Reti                                                                | Note                                                                |
| ------------------------------------------------------------------- | ------------------------------------------------------------------- | ------------------------------------------------------------------- | ------------------------------------------------------------------- | ------------------------------------------------------------------- | ------------------------------------------------------------------- | ------------------------------------------------------------------- | ------------------------------------------------------------------- |
| 20-3-2025                                                           | Asunción                                                            | Paraguay                                                            | 1 – 0                                                               | Cile                                                                | Qual. Mondiali 2026                                                 | -                                                                   | 71’                                                                 |
| 25-3-2025                                                           | Santiago del Cile                                                   | Cile                                                                | 0 – 0                                                               | Ecuador                                                             | Qual. Mondiali 2026                                                 | -                                                                   | 76’                                                                 |
| Totale                                                              |                                                                     | Presenze                                                            | 2                                                                   |                                                                     | Reti                                                                | 0                                                                   |                                                                     |

## Palmarès

### Club

#### Competizioni nazionali
- Copa Argentina: 1

Rosario Central: 2017-2018
- Campionato cileno: 2

Universidad Católica: 2020, 2021
- Supercopa de Chile: 2

Univ. Catolica: 2020, 2021

### Individuale
- Capocannoniere del Torneo Argentino A: 1

2013-2014 (22 reti)
- Capocannoniere della Primera División (Cile): 5

2020, 2021, 2022, 2023, 2024